# David Trefgarne (2e baron Trefgarne)
David Garro Trefgarne, 2e baron Trefgarne, (né le 31 mars 1941), est un homme politique conservateur britannique. 

## Biographie
Fils de George Trefgarne (1er baron Trefgarne), il succède à son père comme 2e baron Trefgarne en 1960 à l'âge de 19 ans, après avoir fréquenté Haileybury et l'Imperial Service College. Il prend son siège à la Chambre des lords pour son 21e anniversaire en 1962. Contrairement à son père, qui est un libéral puis travailliste, il choisit de siéger sur les bancs conservateurs. 
Trefgarne est whip de l'opposition de 1977 à 1979, puis sert dans l'administration conservatrice de Margaret Thatcher en tant que whip du gouvernement de 1979 à 1981 puis sous-secrétaire d'État parlementaire au Ministère du Commerce en 1981, au Ministère des Affaires étrangères de 1981 à 1982, au ministère de la Santé et de la Sécurité sociale de 1982 à 1983 et au ministère de la Défense de 1983 à 1985. Cette dernière année, il est promu ministre d'État au Soutien à la défense, poste qu'il occupe jusqu'en 1986, puis ministre d'État aux Approvisionnements de défense de 1986 à 1989 et ministre d'État au ministère du Commerce et de l'Industrie de 1989 à 1990. En 1989, il est admis au Conseil privé. 
Il est président de l'Institution of Incorporated Engineers lors de la fusion avec l'Institution of Electrical Engineers en 2006. 
Lord Trefgarne est toujours membre de la Chambre des Lords l'un des 92 pairs héréditaires élus par leurs collègues pour rester après l'adoption de la House of Lords Act de 1999. Il a depuis bloqué la poursuite de la réforme des Lords, en déposant des amendements de «démolition» à un projet de loi visant à abolir les élections partielles pour les pairs héréditaires, proposé par Bruce Grocott en 2018. 
Il est actuellement le membre le plus ancien de la Chambre. 